# متلازمة شواخمان دايموند
متلازمة شواخمان دايموند {(بالإنجليزية: Shwachman Diamond syndrome)‏ اضطراب خلقي نادر يتميز بقصور إفرازات البنكرياس، ضعف نخاع العظام، تشوهات الهيكل العظمي، وقصر القامة. يعتبر ثاني أكثر سبب انتشارا لقصور إفرازات البنكرياس في الأطفال، بعد مرض التليف الكيسي .

## الأعراض والعلامات
تترافق المتلازمة مع مجال واسع من الشذوذات والأعراض، وتشمل الخصائص الرئيسة لها خلل وظيفة الإفراز الخارجي في البنكرياس والشذوذات الدموية وتأخر النمو، لكن لا يدخل في معايير التشخيص السريرية سوى أول خاصيتين:
- الشذوذات الدموية: تترافق المتلازمة مع قلة العدلات التي قد تكون متقطعة أو مستمرة، وهي أشيع الاضطرابات الدموية المرافقة. يرفع تعداد العدلات المنخفض من خطورة الإصابة بالعدوى الناكسة الشديدة التي قد تكون مهددةً للحياة. قد يصاب المرضى أيضًا بفقر الدم (نقص تعداد الكريات الحمراء) ونقص الصفيحات (نقص تعداد الصفيحات في الدم)، ويكون نخاع العظم ناقص الخلوية عادةً، مع هجوع في عملية نضج السلاسل النقوية التي تعطي العدلات والبالعات والصفيحات وكريات الدم الحمراء. قد يطور المرضى أيضًا قصورًا نخاعيًا مترقيًا أو يصابون بابيضاض الدم النقوي الحاد.
- خلل وظيفة الإفراز الخارجي في البنكرياس: يحدث قصور الإفراز الخارجي للبنكرياس نتيجة نقص الخلايا العنبية التي تنتج الإنزيمات الهاضمة، إذ ينقص عددها بشدة ويحل مكانها نسيج دهني. يؤدي نقص الإنزيمات الهاضمة البنكرياسية إلى عدم القدرة على هضم الدهون وامتصاصها، لكن قد تتحسن حالة البنكرياس مع تقدم المريض في السن.
- تأخر النمو: يقع أكثر من 50% من المرضى تحت الخط المئوي الثالث على مخطط الطول، ويبدو أن قصر القامة لا يتعلق بالحالة الغذائية. تشمل الشذوذات الهيكلية الأخرى خلل التعظم الكردوسي (45% من المرضى) والحثل الصدري (شذوذات القفص الصدري في 46% من المرضى) وتسمك الغضاريف والأضلاع (قصر الأضلاع وتسطح النهايات في 32% من المرضى). إن الاضطرابات الهيكلية إحدى أكثر التظاهرات المختلفة بين المصابين، إذ يظهر 50% من الأشقاء المرضى في نفس العائلة تباينًا في التظاهر السريري أو نمط الإصابة ونوع الشذوذ. أظهرت مراجعة دقيقة للصور الشعاعية لخمسة عشر مريضًا أن جميعهم يحملون شذوذًا هيكليًا واحدًا على الأقل، لكن أغلبها لم يترافق مع أعراض سريرية.
- تشمل الخصائص الأخرى خلل التنسج الكردوسي وخللًا خفيفًا في الوظيفة الكبدية وزيادة حدوث العدوى.

## الجينات
تورث متلازمة شواخمان دايموند وفق نمط وراثي جسدي متنح، وتنجم عن طفرة في المورثة إس بي دي إس التي تتوضع على الذراع الطويل من الصبغي السابع في الموقع المورثي 7q11. تتألف هذه المورثة من خمسة إكسونات وترتبط بنسخة رنا رسول بطول 1.6 كيلو زوج قاعدي. تقع المورثة ضمن مجموعة من التسلسل المورثي الذي ينتسخ موضعيًا على الصبغي. تحوي النسخة الثانية على شكل غير فعال من المورثة تماثل النسخة الأصلية بنسبة 97%، لكن تتراكم فيها مجموعة من الطفرات المعطلة مع الوقت، وتُعد من الجينات الكاذبة.
في دراسة على 158 عائلةً حاملةً للمتلازمة، بدا أن 75% من الطفرات المرافقة للمرض تنتج عن تحويل مورثي، بينما يحمل 89% من المرضى طفرةً واحدةً على الأقل. يحدث التحويل المورثي عند إعادة التركيب الجيني الشاذ للمورثة السليمة ونسختها الكاذبة في أثناء الانقسام المنصف، وهذا يقود إلى دمج التسلسل الشبيه بالجين الكاذب مع النسخة الوظيفية من مورثة إس بي دي إس ما يؤدي إلى تعطيلها.
هناك تحولان مورثيان شائعان في هذه المتلازمة، أحدهما طفرة التوصيل الجيني التي تصيب موقع الربط 5' من الإنترون الثاني، والثاني طفرتان لاغيتان تصيبان الإكسونات. إن الغياب الملحوظ للمرضى متماثلي اللواقح الخاصة بالطفرات اللاغية الشائعة يقترح أن جين إس بي دي إس يؤدي دورًا أساسيًا في المرض. أدى تعطيل المورثة في الفئران إلى موتها الباكر في المراحل الجنينية، وهذا يقترح أن طفرات التوصيل المورثي الشائعة في المرضى قد تكون  ناقصة التشكل، أي تسبب خسارة وظيفيةً جزئيةً وحسب.